# Rose Art Museum
Le Rose Art Museum, fondé en 1961, est un musée d'art moderne et contemporain qui fait partie de l'université Brandeis à Waltham, au Massachusetts (États-Unis).

## Histoire
Nommé d'après les bienfaiteurs Edward et Bertha Rose, le musée propose des expositions temporaires et présente et abrite des œuvres d'art de sa collection permanente de 9 000 objets. Le musée possède l'une des plus grandes collections d'art moderne et contemporain de la Nouvelle-Angleterre. Depuis son inauguration, le Rose Art Museum est reconnu pour son approche avant-gardiste et avant-gardiste de l'art moderne et contemporain. En 1970, le musée présente au public « Vision & Television », la première exposition d'art vidéo aux États-Unis.
Le 15 décembre 2021, l'université Brandeis nomme le réputé historien de l'art et auteur israélien Gannit Ankori nouveau directeur et conservateur en chef du musée. Ankori succède à l'ancien directeur du Rose, Luis Croquer, qui a quitté le musée en juin 2020. Après le départ de Croquer, Ankori et l'équipe du Rose lancent une stratégie de programmation ambitieuse afin de diversifier l'art exposé dans le musée. Pour célébrer le 60e anniversaire du musée, Ankori organise « re:collections », une rétrospective tournante de trois ans de la collection du musée. L'exposition en cours place des artistes moins connus (et souvent exclus et marginalisés) en juxtaposition à des figures célèbres de l'art pour apporter de nouvelles voix et corriger les pratiques d'exclusion de l'histoire de l'art.

## Collections
La collection du musée comprend plus de 9 000 objets, dont des œuvres d'artistes tels que Mark Bradford, Judy Chicago, Cindy Sherman, Helen Frankenthaler, Nan Goldin, William Kentridge, Henri de Toulouse-Lautrec, Henri Matisse, Mona Hatoum, Jasper Johns, Ellsworth Kelly, Willem de Kooning, Roy Lichtenstein, Marisol, Robert Motherwell, Robert Rauschenberg, Andres Serrano, Jack Whitten, Yoko Ono, Yayoi Kusama, Willem de Kooning, Paul Gauguin, Pablo Picasso, Roy Lichtenstein et Andy Warhol,.
Devant le musée se dresse Light of Reason de Chris Burden, une sculpture commandée par l'université et installée en 2014 et qui se compose de trois rangées de 24 lampadaires victoriens qui s'éloignent de l'entrée du musée. La sculpture sert de passerelle et d'espace événementiel extérieur, et est devenue un point de repère du campus,.

## Expositions notables
- A Century of Modern European Painting, exposition inaugurale, 3 juin - 15 septembre 1961
- Vision & Television, première exposition d'art vidéo aux États-Unis, 21 janvier - 23 février 1970
- Vasily Kandinsky, 1er mai - 7 juin 1974

## Liste des directeurs
- Sam Hunter (1961 - 1965)
- Guillaume Seitz (1965 - 1971)
- Russell Connor (1971)
- Michael Wentworth (1971 - 1974)
- Carl Belz (1974 - 1998)
- Joshep D. Ketner (1998 - 2006)
- Michael Rush (2006 - 2011)
- Christophe Bedford (2012 - 2017)
- Luis Crouer (2017 - 2020)
- Gannit Ankori (2020 - présent)